# Svinčany

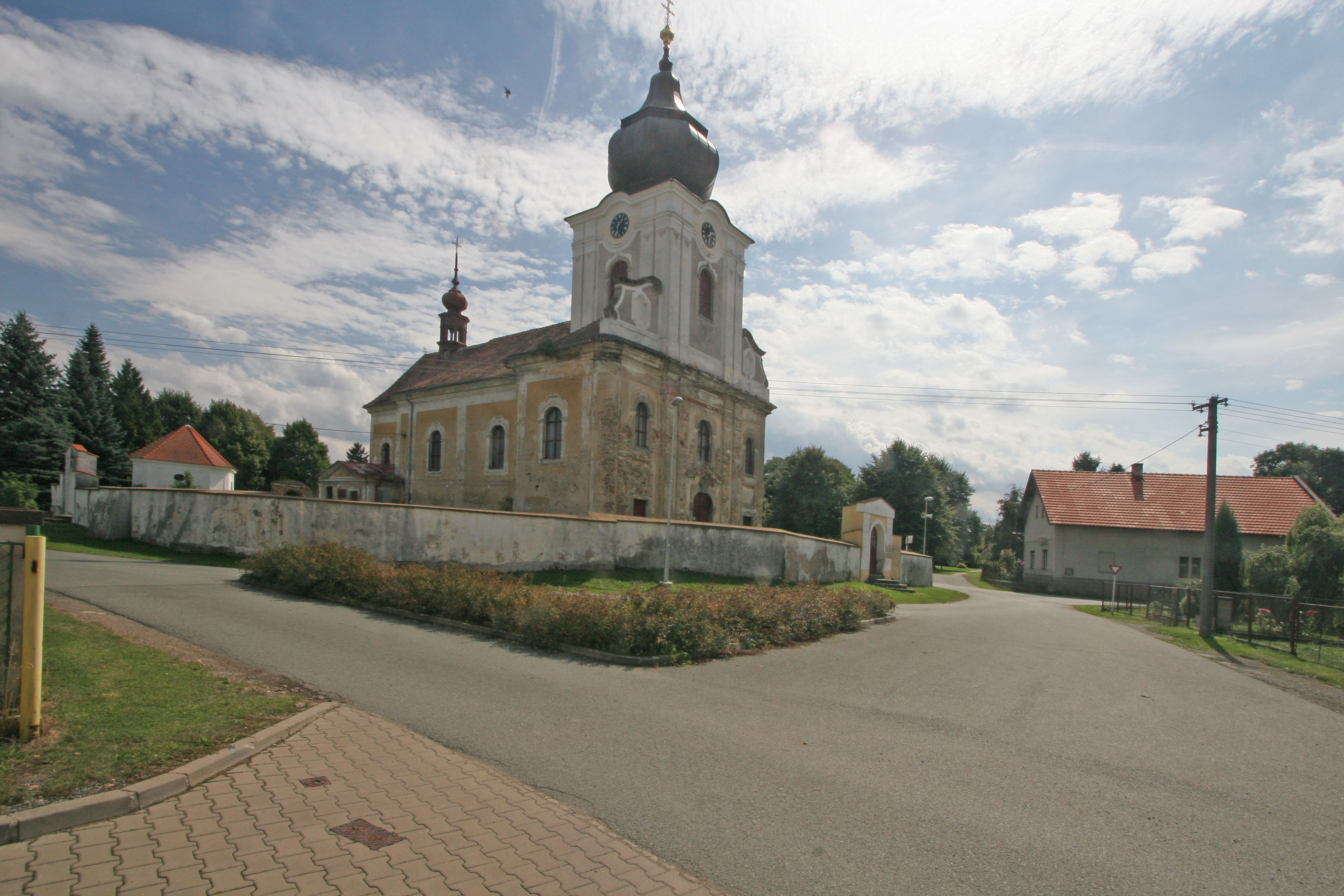
Kirche des hl. Laurentius

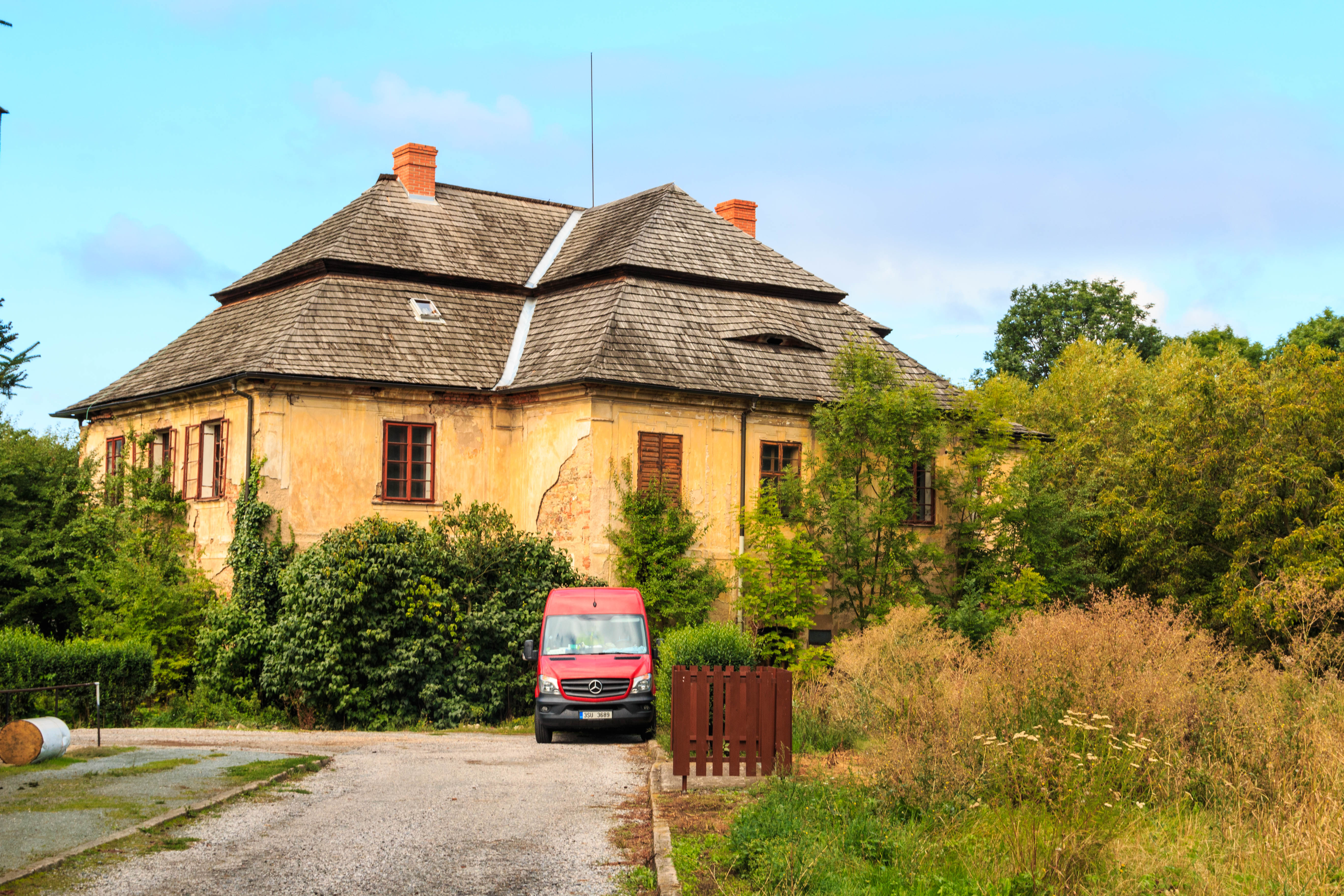
Pfarrhaus

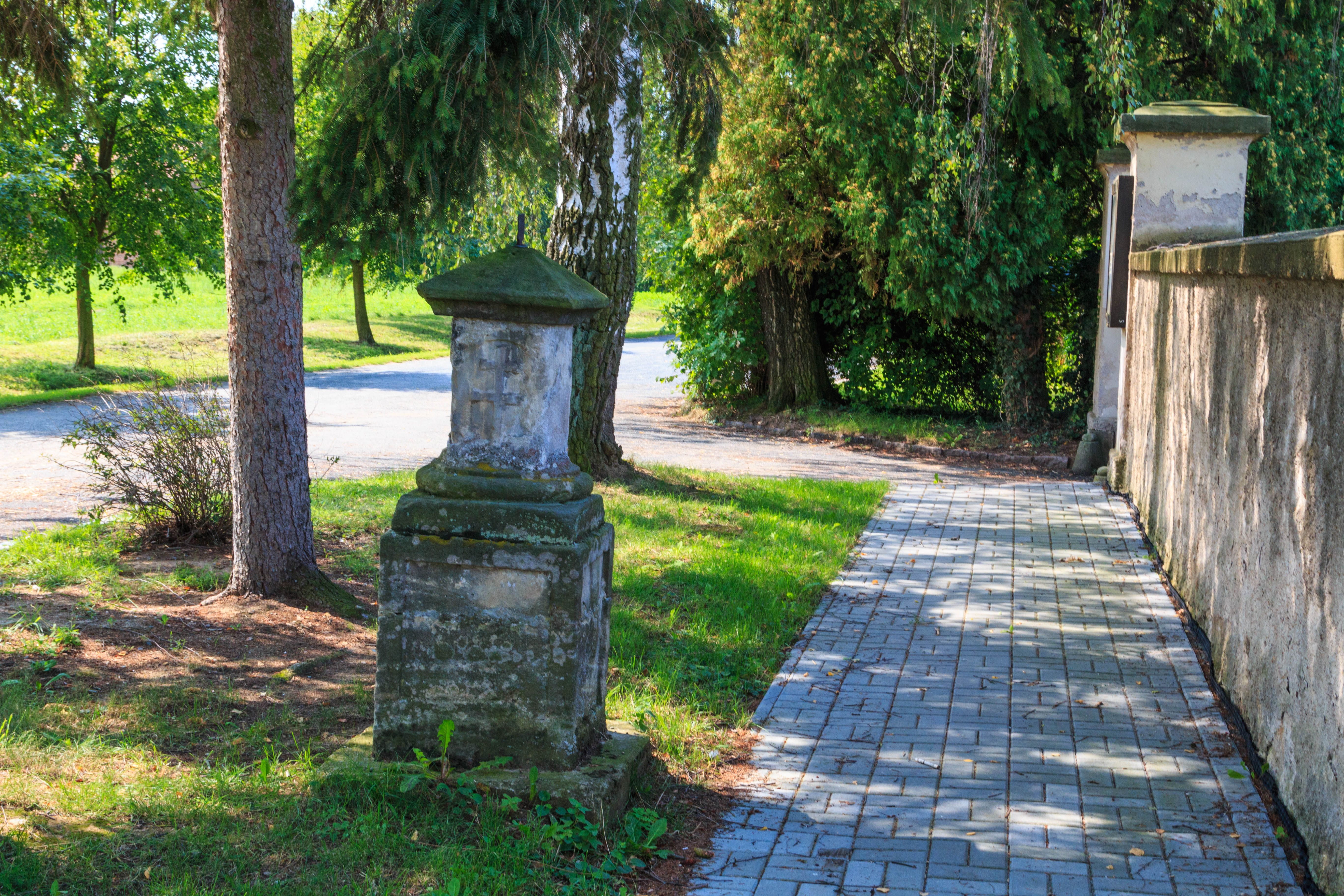
Pestsäule

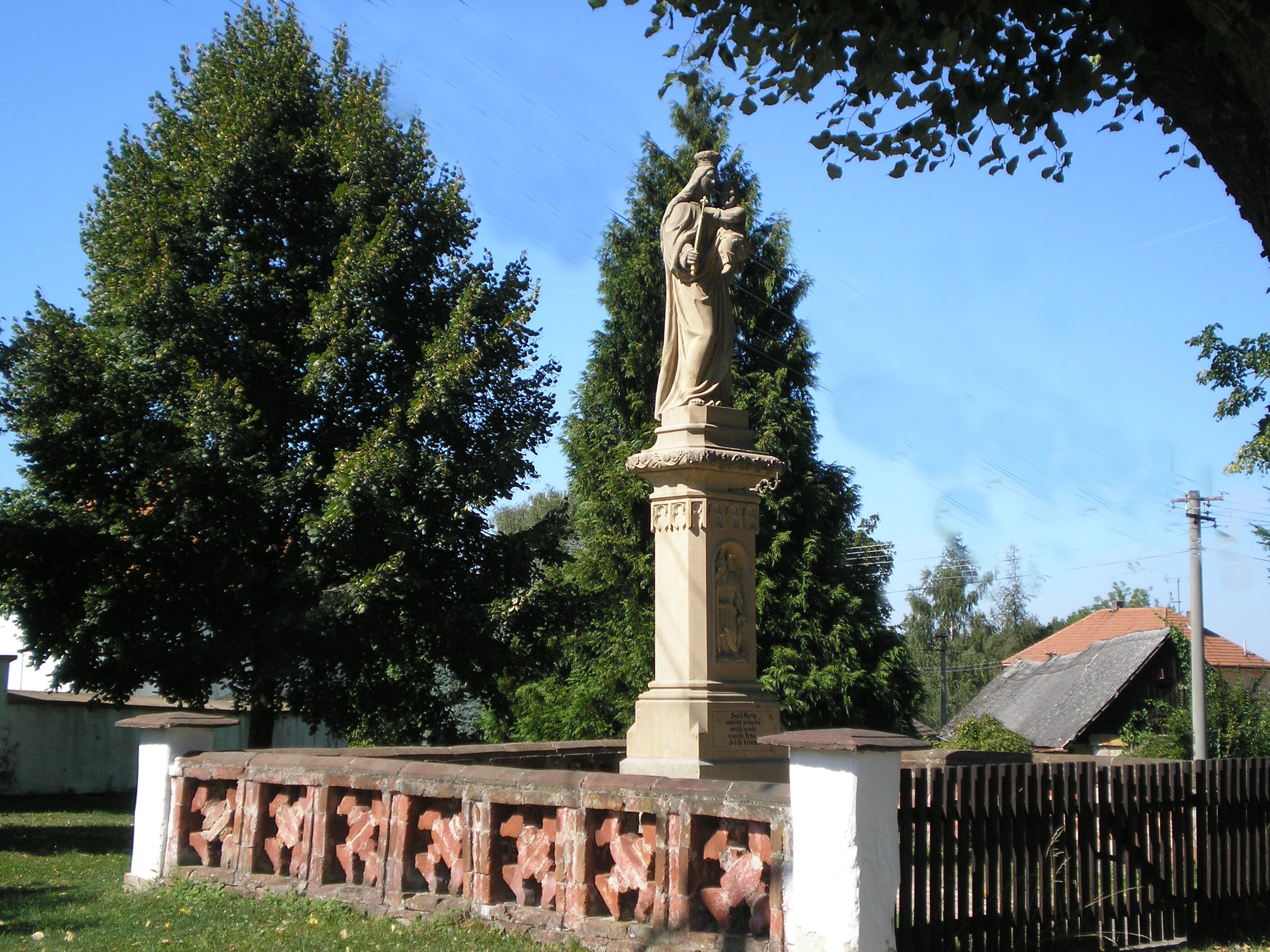
Statue der Jungfrau Maria

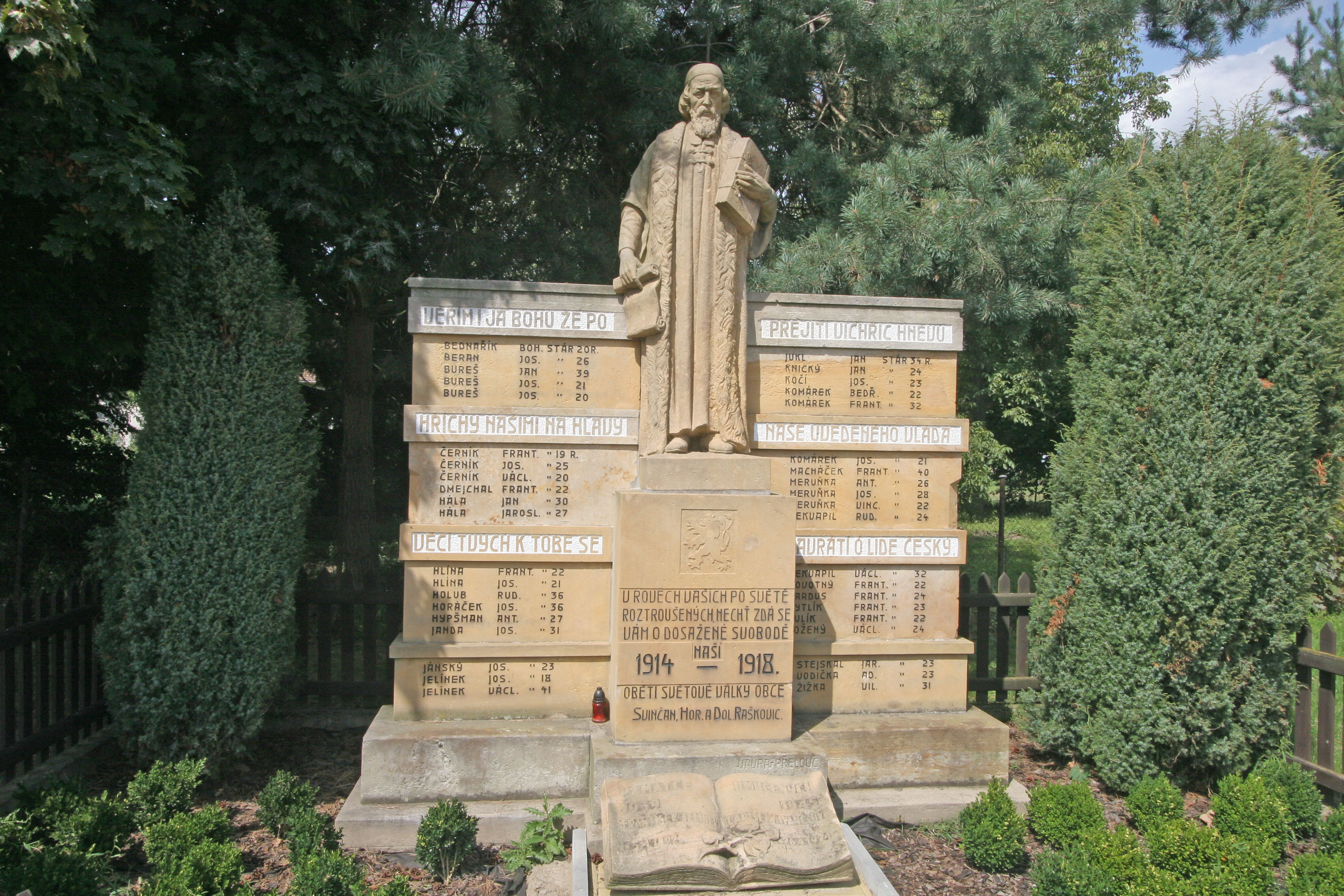
Gedenkstein für die Gefallenen des Ersten Weltkrieges

Svinčany (deutsch Swintschan) ist eine Gemeinde in Tschechien. Sie liegt vier Kilometer nordwestlich von Heřmanův Městec und gehört zum Okres Pardubice.

## Geographie
Svinčany befindet sich in den nördlichen Ausläufern des Eisengebirges (Železné hory) über der Heřmanoměstecká tabule (Hermannstädtler Tafel). Das Dorf liegt auf einer Anhöhe zwischen den Tälern der Svinčanka und des Jeníkovický potok. Im Ort liegt der Teich Beranka. Durch Svinčany führt die Staatsstraße II/342 zwischen Heřmanův Městec und Valy. Östlich verläuft die Přelouč–Prachovice ohne Halt an Svinčany vorbei, anderthalb Kilometer nördlich befindet sich auf Svinčaner Flur der Bahnhof Choltice. Im Norden erhebt sich der Janský kopec (Johannisberg, 264 m n.m.), östlich der Chrast (284 m n.m.) und im Südwesten die Vysoká skála (336 m n.m.).
Nachbarorte sind Luhy und Bezděkov im Norden, Jeníkovice im Nordosten, Jezbořice und Rozhovice im Osten, Klešice, Nákle und Heřmanův Městec im Südosten, Dolní Raškovice und Horní Raškovice im Süden, Stojice, Mléčník und Svojšice im Südwesten, Cihelna und Ledec im Westen sowie Chrtníky und Choltice im Nordwesten.

## Geschichte
Die erste schriftliche Erwähnung des Ortes erfolgte im Jahre 1226 als Sitz des Vladiken Křišťan von Svinčan. Im Laufe der nachfolgenden Zeit wechselten die Besitzer des Gutes mehrfach. Die Feste Svinčany wurde zum Ende des 15. Jahrhunderts während des Böhmisch-ungarischen Krieges zerstört. 1542 erwarb Johann von Gersdorff das Gut Svinčany und schloss es seiner Herrschaft Choltitz an. Die Swintschaner Kirche diente dem Choltitzer Familienzweig der von Gersdorff als Grablege. Nachfolgender Besitzer war Georg von Gersdorff († 1612). Nach dessen Tod teilten die Brüder Stephan und Bernard Niklas von Gersdorff die Herrschaft. Das um das Dorf Urbanice erweiterte Gut Svinčany erhielt Bernard Niklas. Nach der Schlacht am Weißen Berg wurde das Gut Svinčany 1623 konfisziert, da Bernard Niklas von Gersdorff ebenso wie sein Bruder Stephan am Böhmischen Aufstand teilgenommen hatte. Das Gut Svinčany wurde 1624 an Christoph Simon von Thun verkauft, der auch die Herrschaft Choltitz erworben hatte und beide wieder vereinigte. 1764 bis 1768 erfolgte auf Veranlassung von Franz Josef von Thun und Hohenstein der Neubau der Kirche. Die Reichsgrafen von Thun und Hohenstein erhoben die Herrschaft Choltitz zum Familienfideikommiss und hielten den Besitz bis ins 20. Jahrhundert. 1824 ließ die Herrschaft Choltitz auf den öden Hügel bei Chudoba gute Erde auffahren und eine Obstplantage mit 8000 Bäumen anlegen, der Hügel wurde fortan Johannisberg genannt.
Im Jahre 1835 bestand das im Chrudimer Kreis gelegene Dorf Swintschan aus 69 Häusern, in denen 501 Personen, darunter zwei protestantische Familien lebten. Unter dem Patronat der Obrigkeit standen die Pfarrkirche des hl. Laurentius und die Schule. Außerdem gab es in Swintschan ein Pfarrhaus, einen Meierhof, eine Schäferei und ein Wirtshaus. Swintschan war Pfarrort für Chrtnik, Jedausow, Raschkowitz (Raškovice), Swogschitz, Ledetz (Ledec), Wesely, Stogitz und Lepegowitz (Lepějovice); in den beiden letztgenannten Orten bestanden Filialkirchen. Bis zur Mitte des 19. Jahrhunderts blieb Swintschan der Fideikommissherrschaft Choltitz untertänig.
Nach der Aufhebung der Patrimonialherrschaften bildete Svinčany ab 1849 mit dem Ortsteil Horní Raškovice eine Gemeinde im Gerichtsbezirk Přelauč. Ab 1868 gehörte die Gemeinde zum Bezirk Pardubitz. Die Freiwillige Feuerwehr wurde 1885 gegründet. 1902 wurde auf den Feldern nordöstlich des Dorfes ein neuer Friedhof angelegt; 1904 erfolgte mit dem Vikar František Kvěch die letzte Beisetzung auf dem Kirchhof. 1949 wurde Svinčany dem Okres Přelouč zugeordnet; Horní Raškovice wurde von Svinčany abgetrennt und mit Dolní Raškovice zur Gemeinde Raškovice zusammengeschlossen. Im Zuge der Gebietsreform von 1960 wurde der Okres Přelouč aufgehoben, seitdem gehört das Dorf zum Okres Pardubice. 1964 wurden Dolní Raškovice und Horní Raškovice eingemeindet. Mit Beginn des Jahres 1986 erfolgte die Eingemeindung nach Choltice. Seit dem 24. November 1990 besteht die Gemeinde Svinčany wieder. Seit 1995 führt die Gemeinde ein Wappen und Banner.

## Gemeindegliederung
Die Gemeinde Svinčany besteht aus den Ortsteilen Dolní Raškovice (Raschkowitz), Horní Raškovice (Ober Raschkowitz) und Svinčany (Swintschan). Zu Svinčany gehören zudem die Einschichten Choltické nádraží (Bahnhof Choltitz) und Janský Kopec (Johannisberg) sowie ein Teil von Nákle (Nakle). Grundsiedlungseinheiten sind Dolní Raškovice, Horní Raškovice, Nákle und Svinčany.
Das Gemeindegebiet gliedert sich in die Katastralbezirke Raškovice u Přelouče und Svinčany.

## Sehenswürdigkeiten
- Spätbarocke Kirche des hl. Laurentius, neu erbaut 1764 bis 1768 nach Plänen von František Tomáš Jedlička; das den hl. Laurentius darstellende Hochaltarblatt und die reichhaltige Ausstattung mit Fresken schuf Josef Kramolín. Die Kirche besitzt acht Seitenaltäre. In die Innen- und Außenwände sind die aus der alten Kirche stammenden Grabtafeln der Ritter von Gersdorff, darunter Bernard von Gersdorf auf Choltitz († 1572), und des kaiserlichen Rats und Landrichters Georg von Gersdorf auf Choltitz, Swogschitz, Zestoka und Chraustowitz († 1612) eingemauert. Um die Kirche befindet sich der 1904 geschlossene alte Friedhof.
- Pfarrhaus, erbaut 1764 bis 1768 nach Plänen von František Tomáš Jedlička
- Pestsäule vor dem Friedhof
- Statue der Jungfrau Maria neben der Kirche, geschaffen 1864 vom Bildhauer Ferdinand Kofránek
- Gedenkstein für die Gefallenen des Ersten Weltkrieges mit Comenius-Statue auf dem Dorfplatz, enthüllt 1924
- Aussichtsturm Barborka bei Horní Raškovice, errichtet 2004. Im Jahre 2013 wurde die ursprüngliche Holzkonstruktion durch Stahl ersetzt. Der 13,8 m hohe Turm hat in 10 m Höhe eine Aussichtsplattform, die eine weite Sicht über das ostböhmische Tafelland bietet.[8]
- Abgesoffene Mühlsteinbrüche bei Horní Raškovice; seit dem 17. Jahrhundert wurde hier Sandstein gebrochen und zu Mühlsteinen verarbeitet

## Söhne und Töchter der Gemeinde
- Josef Komárek (1854–1919), Politiker, Mitglied des Böhmischen Landtages